# Centeterus ipsivorus
Centeterus ipsivorus är en stekelart som beskrevs av Tohru Uchida 1956. Centeterus ipsivorus ingår i släktet Centeterus och familjen brokparasitsteklar. Inga underarter finns listade.